# Kaleo
Kaleo — ісландський блюз-рок гурт, створений 2012 року. До складу входять Йокуль Юліуссон, Давид Антонссон, Даніль Крістьянсон, Рубін Поллок.
За чотири роки існування гурт випустив два альбоми: «Kaleo» (2013) і «A/B» (2016), а також один мініальбом EP — «Glasshouse» (2013).

## Історія гурту
Перша поява гурту відбулась на фестивалі «Music Festival of Iceland Airwaves» в листопаді 2012 року. Першу популярність принесла пісня «Vor í Vaglaskógi», яка здобула ротації на міській радіостанції Ісландії Rás 2 і ввійшла до десятки найкращих пісень радіостанції. Також трек було помічено в першій частині ісландського телесеріалу Trapped.
2014 року гурт випустив сингл «All the Pretty Girls», який набрав понад 18 мільйонів прослуховувань на платформі «Spotify».
На початку 2015 року Kaleo підписав контракт із лейблом Atlantic Records і поступово перебирається до Остіна, (Техас). Дебют на South by Southwest (SXSW) 2015 року увійшов до рейтингів Esquire «40 Bands You Need to Hear», і «The Austin 100: SXSW 2015 Feature and All Songs Considered SXSW 2015 Music Preview». Сингл «All Pretty Girls» посів дев'яте місце в чарті Adult Alternative Songs.
У серпні 2015 року випустили сингл «Way Down We Go». Пісню використали в серіалі «Сліпа зона» і «Свідки», стала саундтреком до гри FIFA 16, у п'ятому сезоні серіалу «Форс-мажори», у серіалі «Люцифер», у шостій серії першого сезону серіалу «Радіохвиля», звучала у шостій серії восьмого сезону серіалу «Щоденники вампіра», у другому сезоні серіалу «Рівердейл», у фільмі «Прихована краса», а також у трейлері до серіалу «Помаранчевий — хіт сезону». У США вона посіла восьме місце в чарті Adult Alternative Songs і дев'яте — у чарті Hot Rock Songs. Так само потрапила до чартів у Канаді. 19 січня 2017 року вийшов фінальний трейлер фільму Лоґан: Росомаха, у якому звучала «Way Down We Go».

## Склад гурту
- Йокуль Юліуссон — вокал, гітара
- Давид Антонссон — бек-вокал, ударні
- Даніль Крістьянсон — бас-гітара
- Рубін Поллок — гітара та бек-вокал

## Дискографія

### Студійні альбоми
- Kaleo (2013)
- A/B (2016)
- Surface Sounds (2021)

### Мініальбоми
- Glasshouse (2013)